# Ledothamnus parviflorus
Ledothamnus parviflorus là một loài thực vật có hoa trong họ Thạch nam. Loài này được Gleason mô tả khoa học đầu tiên năm 1931.